# François Bertrand (réalisateur)
Pour les articles homonymes, voir Bertrand et François Bertrand (homonymie).
François Bertrand est un producteur de télévision et de cinéma et un réalisateur français.

## Biographie
François Bertrand, président de la société Camera Lucida Productions qu'il a fondée en 1995, produit des films pour la télévision et le cinéma. Il s'intéresse en particulier aux thématiques culturelles, collaborant avec de nombreux musées.
Il a également réalisé plusieurs documentaires diffusés sur des chaînes de télévision.

## Filmographie (réalisateur)
- 1993 : BKW, le Léviathan des terres
- 2009 : Moi, Van Gogh
- 2012 : Un an de réflexion[3]
- 2016 : Verdon secret[4]
- 2019 : Léonard de Vinci, l'homme universel, avec Serge Bramly[5]

## Distinction
- Prix du producteur français de télévision 2011[6]